# Kreis Osterwieck

Der Raum Osterwieck-Wernigerode-Halberstadt 1905

Der Kreis Osterwieck war vom 1. Juli 1816 bis zum 31. Dezember 1824 ein Landkreis im Regierungsbezirk Magdeburg der preußischen Provinz Sachsen. Der Kreissitz war in Osterwieck. Das ehemalige Kreisgebiet gehört heute zum Landkreis Harz in Sachsen-Anhalt.

## Geschichte
Der Kreis Osterwieck wurde am 1. Juli 1816 gebildet. Nach einem Vergleich zwischen Preußen und dem Grafen Henrich zu Stolberg-Wernigerode im Jahre 1823 schied das Gebiet der Grafschaft Wernigerode als eigenständiger Kreis Wernigerode am 1. Januar 1825 aus dem Kreis Osterwieck aus. Aus dem restlichen Kreisgebiet wurde zusammen mit der Stadt Halberstadt und den Gemeinden Aspenstedt, Athenstedt, Dardesheim, Heudeber, Mahndorf, Mulmke, Rohrsheim, Ströbeck und Zilly des Kreises Oschersleben der neue Kreis Halberstadt gebildet.